# Ove Kaj Pedersen
Ove Kaj Pedersen (født 6. februar 1948 i Skagen) er en dansk politolog og professor emeritus i komparativ politisk økonomi ved Copenhagen Business School (CBS), hvor han var grundlægger af Department of Business and Politics.
Pedersen er oprindeligt uddannet journalist fra Danmarks Journalisthøjskole i 1970, men blev desuden cand.scient.pol. fra Aarhus Universitet i 1979. Han kom derefter til Roskilde Universitet som adjunkt i offentlig administration og blev i 1985 lektor samme sted. I 1996 blev han professor i offentlig administration ved Aalborg Universitet, men kom allerede året efter til Københavns Universitet som professor i komparativ politik. Han kom til CBS i 2004, hvor han var med til at opbygge handelshøjskolens forskningsmiljø indenfor krydsfeltet mellem politik og økonomi.
Han har skrevet flere bøger gennem årene, hvoraf Konkurrencestaten fra 2011 har været blandt de mest indflydelsesrige, og har desuden fungeret som kommentator i medierne. I 2008 modtog han Forskningskommunikationsprisen af Videnskabsministeriet.
Han var leder af forskningsprojektet SONIC: Sources of National Institutional Competitiveness, ved Copenhagen Business School, med forskere som Peer Hull Kristensen, Carsten Greve, Leonard Seabrooke, John L. Campbell og Susana Borrás.